# Endotrichella straminea
Endotrichella straminea är en bladmossart som beskrevs av Noguchi och Iwatsuki. Endotrichella straminea ingår i släktet Endotrichella, klassen egentliga bladmossor, divisionen bladmossor och riket växter. Inga underarter finns listade i Catalogue of Life.